# Takafumi Hori
Takafumi Hori (Kanagawa, 10 september 1967) is een voormalig Japans voetballer. Hori is de huidige hoofdtrainer van het Japanse Urawa Red Diamonds en won in november 2017 de AFC Champions League met de club. Eerder dat jaar werd al de Suruga Bank Cup gewonnen tegen het Braziliaanse Chapecoense.

## Carrière
Takafumi Hori speelde tussen 1990 en 2001 voor Toshiba, Urawa Red Diamonds en Shonan Bellmare. 

## Erelijst
Als trainer
| AFC Champions League | 1x | 2017 |
| Suruga Bank Cup      | 1x | 2017 |

## Privé
Oud-voetballer Naoto Hori is zijn broer.